# Partido Radical (Chile)

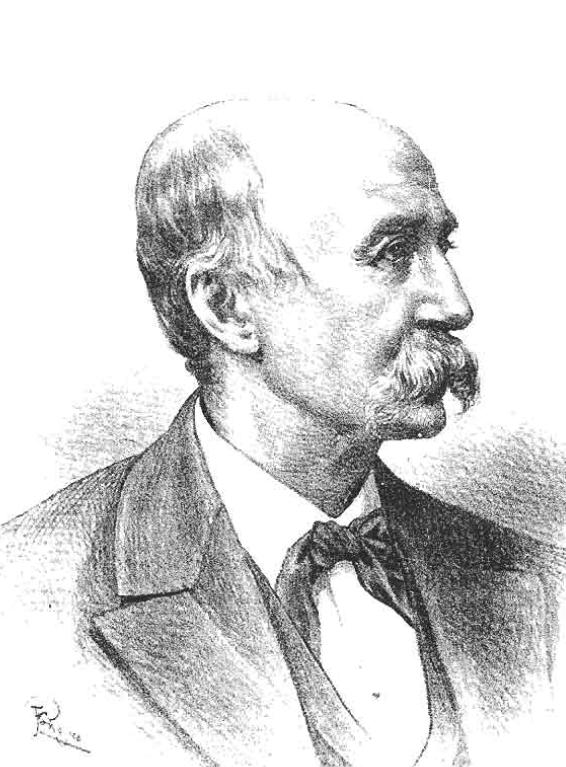
Manuel Antonio Matta, Gründer der Radikalen Partei Chiles

Die Radikale Partei (Partido Radical) war eine von 1863 bis 1994 bestehende politische Partei in Chile. Sie ging aus dem radikalen Flügel der chilenischen Liberalen Partei hervor und vereinigte sich 1994 mit den Sozialdemokraten.

## Geschichte
Vorläufer der radikalen Bewegung war die 1850 gegründete „Gesellschaft für Gleichheit“ (Sociedad de la Igualdad), ein liberaler politischer Zirkel, der vorwiegend aus in Europa ausgebildeten, bürgerlichen Intellektuellen der jüngeren Generation bestand.
Die Partei wurde unter der Führung von Manuel Antonio Matta von einer innerhalb der liberalen Fraktion entstandenen Plattform oppositioneller und regierungskritischer Parlamentarier, der sich auch der bis 1863 im Exil lebende charismatische Sozialrevolutionär Pedro León Gallo anschloss, gegründet. Als Gründungsdatum gilt der erste Radikale Wahlkongress (Asamblea Radical Electoral) vom 27. Dezember 1863 in Copiapó. Vorausgegangen war die Gründung der Zeitschrift La Voz de Chile („Die Stimme Chiles“) im Mai 1862, die eine breite Öffentlichkeit für die Hauptforderungen des Radikalismus begeistern konnte: Abschaffung des kirchlichen Schulwesens, allgemeines Wahlrecht, Dezentralisierung der Verwaltung, die damals autoritär vom Präsidenten geführt wurde, Bürgerbeteiligung an politischen Entscheidungen und Reform der chilenischen Verfassung von 1833.
In der Anfangszeit spielte das von den Radikalen verfolgte Ziel einer scharfen Trennung von Kirche und Staat und die leidenschaftlich vertretene Forderung nach radikalem Zurückdrängen des politisch-gesellschaftlichen Einflusses der katholischen Kirche die wichtigste Rolle in der öffentlichen Debatte. Die neue Partei verstand sich vor allem als Sprachrohr des linksliberalen, laizistisch und antiklerikal eingestellten Bürgertums, das die Mehrheit der aufstrebenden Bourgeoisie in Chile bildete und dem eine konservativ-reaktionäre kirchliche und politische Führungsschicht gegenüberstand. Später zog die Partei auch die unteren Mittelschichten in den rasch wachsenden Städten an und ergänzte ihr Programm um die Forderung nach einem Sozialstaat. Bei den Wahlen des Jahres 1918 wurde die Radikale Partei zweitstärkste politische Kraft des Landes und wirkte bis in die 1960er Jahre hinein maßgeblich an diversen Regierungsbildungen mit.
Folgende Präsidenten Chiles gehörten der Radikalen Partei an: Juan Esteban Montero (1931/32), Pedro Aguirre Cerda (1938–41), Juan Antonio Ríos (1942–46) und Gabriel González Videla (1946–52). Besonders Montero und Ríos waren allerdings parteiintern wegen ihrer Rolle während der diktatorischen Regime der Präsidenten Carlos Ibáñez und Carlos Dávila und wegen ihrer Nähe zu rechtsgerichteten Kreisen sehr umstritten. Beide hatten Ministerämter in autoritären Regierungen bekleidet und Ríos war in den 30er Jahren sogar jahrelang aus der Partei ausgeschlossen gewesen und versuchte auch während seiner Regierungszeit des Öfteren, den Einfluss seiner Partei auf die Regierungspolitik zu beschränken.
Die Radikale Partei arbeitete eng mit den sozialistischen Parteien zusammen und war Mitglied der Sozialistischen Internationale. Sie beteiligte sich an den Wahlbündnissen Frente Popular („Volksfront“) von 1936 und Unidad Popular („Volkseinheit“) von 1969. Dessen Kandidat Salvador Allende ging 1970 als Sieger aus den Präsidentschaftswahlen hervor und regierte bis zum Militärputsch von 1973. Die Radikale Partei gehörte dem gemäßigten Flügel der Unidad Popular an, offiziell bekannte sie sich 1972 jedoch zum Sozialismus, historischen Materialismus und Klassenkampf.
Bei ihrer Fusion mit der Sozialdemokratischen Partei Chiles (Partido Socialdemócrata de Chile), die 1973 von Anhängern einer moderaten Mitte-links-Politik gegründet worden war, ging die Radikale Partei am 18. August 1994 in der „Radikalen und Sozialdemokratischen Partei“ (Partido Radical Social Demócrata) (PRSD) auf, die sich als Partei der linken Mitte versteht und derzeit fünf Parlamentsabgeordnete und vier Senatoren im chilenischen Nationalkongress stellt.